# Linnaemya pullior
Linnaemya pullior là một loài ruồi trong họ Tachinidae.